# Kuala Lumpur
Kuala Lumpur (in tamil: கோலாலம்பூர், in cinese semplificato: 吉隆坡) è la più grande città della Malaysia e la capitale della Federazione.
All'interno della Malaysia il nome viene spesso abbreviato in KL. Gli uffici del Governo sono stati spostati a Putrajaya, ma la residenza del capo dello Stato (Yang di-Pertuan Agong), il parlamento e il potere giudiziario hanno tutti sede a Kuala Lumpur.
Kuala Lumpur è uno dei tre Territori Federali della Malaysia e un'enclave nello Stato di Selangor.  L'aeroporto principale del paese è l'Aeroporto di Kuala Lumpur o (KLIA).
Kuala Lumpur è una meta del turismo mondiale, e al 2019 era la 6ª città più visitata del mondo.
La città è valutata come alfa dal Globalization and World Cities Research Network.

## Storia
Kuala Lumpur è stata fondata nel 1857 alla confluenza dei fiumi Gombak e Kelang, e in lingua malese il nome significa "confluenza fangosa". L'insediamento iniziò a prosperare quando Raja Abdullah, un membro della famiglia reale di Selangor, aprì la valle del Kelang alle ricerche minerarie.
Con l'espansione della città, il Regno Unito che dominava la Malesia all'epoca nominò un rappresentante (chiamato Capitano dei Cinesi) per amministrare l'insediamento. Il primo fu Hiu Siew, ma fu con il terzo Capitano, Yap Ah Loy, che la città si espanse fino a diventare la più importante nel Selangor. In questa fase, Kuala Lumpur fu al centro della Guerra Civile del Selangor e ne fu devastata, ma successivamente fu ricostruita da Yap e ripopolata con minatori cinesi provenienti da altre zone dello stato. Fu quindi nel 1880 che la città divenne la capitale del Selangor e nel 1896 dei nuovi Stati Federati della Malesia.

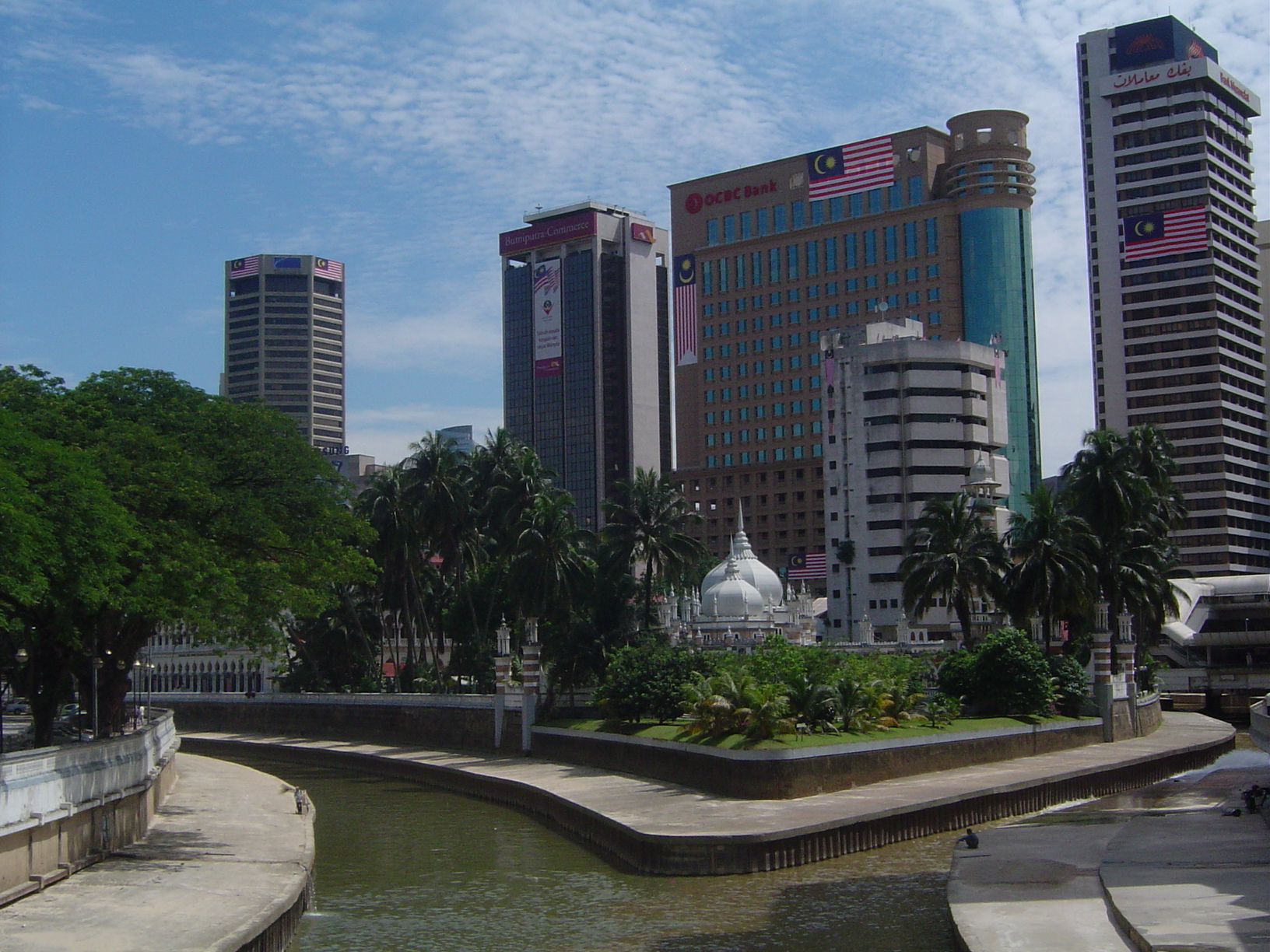
La confluenza dei fiumi Gombak e Kelang con la moschea Masjid Jamek

Durante la seconda guerra mondiale Kuala Lumpur fu occupata, dopo una breve battaglia, dall'esercito imperiale giapponese l'11 gennaio 1942. Nonostante i danni subiti durante la battaglia contro l'operazione di occupazione giapponese fossero stati lievi, nel periodo in cui la città subì il dominio giapponese (gennaio 1942 – agosto 1945) essa vide la perdita di un gran numero di vite umane. Almeno 5 000 cinesi furono uccisi a Kuala Lumpur nelle prime settimane di occupazione e migliaia di indiani furono inviati ai lavori forzati per la costruzione della ferrovia della Birmania, nel corso dei quali un gran numero di essi morì. I giapponesi occuparono la città fino al 15 agosto 1945, quando il comandante in capo della Settima Armata Giapponese a Singapore e in Malesia, Seishirō Itagaki si arrese agli Inglesi a seguito dei bombardamenti atomici di Hiroshima e Nagasaki.
Dopo l'indipendenza nel 1957 (in malese merdeka, da cui il nome della piazza principale), Kuala Lumpur fu scelta come capitale della Federazione della Malesia e successivamente della rinominata Malaysia nel 1963. Nel 1974 la città fu separata dal Selangor per diventare un Territorio Federale.

## Cultura

### Arte
La città vanta moschee, compresa la Moschea Nazionale della Malesia, musei e siti di importanza internazionale tra i quali meritano menzione il Museo nazionale della Malaysia, il Museo d'arte islamica e anche la Galleria d'arte nazionale della Malesia.

### Media
È sede di numerose televisioni quali: CNN International Asia Pacific, BBC World News, STAR World, FOX Movies Premium e HBO Asia, e anche Al Jazeera.

## Economia
Kuala Lumpur è il centro economico, culturale e finanziario di tutta la Malesia; per quanto riguarda il ramo finanziario la città è sede della Bank Negara Malaysia (National Bank of Malaysia), e di altre banche come Al-Rajhi Bank e della Kuwait Finance House e infine della Borsa di Malesia (Bursa Malaysia); importantissimo il turismo, infatti Kuala Lumpur è tra le città più visitate in tutto il mondo con oltre 10 milioni di persone registrate nel 2019. La città offre svariati servizi per ogni esigenza, con numerosi hotel, bar, discoteche, locali notturni, e non mancano i siti storici come le moschee, i musei, le piazze e i palazzi governativi. Per quanto riguarda il commercio la città è sede di numerosi negozi e centri commerciali e di numerosi mercati tra i quali spicca il Kuala Lumpur's Central Market.

## Infrastrutture e trasporti

### Aeroporti
Kuala Lumpur è servita da due aeroporti internazionali: il primo è l'Aeroporto Internazionale di Kuala Lumpur, scalo tra i più tecnologicamente avanzati al mondo, che movimenta oltre 34 milioni di persone smistando il traffico aereo della Malesia; il secondo è l'Aeroporto Sultano Abdul Aziz, che smista il traffico aereo interno low cost.

### Telecomunicazioni
La città è servita dalla KL Tower, una torre di trasmissione completata nel 1995.

## Amministrazione

### Gemellaggi
- Karachi

## Sport

### Motociclismo e automobilismo
A pochi chilometri da Kuala Lumpur è situata Sepang, sede del Circuito di Sepang, dove si disputano il Gran Premio della Malesia e il Gran Premio motociclistico della Malesia; l'impianto è anche usato per altre competizioni di automobilismo e motociclismo di livello internazionale.